# Віджайпур – Дадрі
Віджайпур – Дадрі – газотранспортний коридор на півночі Індії.
Вперше подачу блакитного палива до столиці Індії організували наприкінці 1980-х по газопроводу Аурая – Дадрі, а за кілька років по цьому, в 1997-му, в межах проекту GREP (Gas Rehabilitation and Expansion Project) ввели в дію трубопровід Віджайпур – Дадрі довжиною 505 км та діаметром 900 мм.
У 2010-му за проектом DVPL-GREP Upgradation між Віджайпуром та Дадрі проклали другу нитку такої ж протяжності, проте тепер з діаметром 1200 мм. 
До газового хабу у Віджайпурі ресурс надходить по газотранспортному коридору від узбережжя Камбейської затоки (проекти HVJ, DVPL, DVPL-II), а подальше перекачування газу на північ забезпечують компресорні станції у Віджайпурі, Кайларасі та Чхаінса (дві останні стали до ладу в 2013-му).
Від траси Віджайпур – Дадрі отримують ресурс ТЕС Дхолпур, ТЕС Фарідабад (по перемичці від Чхаінса довжиною 14 км та діаметром 350 мм) і відгалуження Чхаінса – Неемрана/Хіссар. Доправлений до газового хабу в Дадрі ресурс використовується електростанціями столичного регіону – ТЕС Дадрі, ТЕС Прагаті III, ТЕС I.P., ТЕС Прагаті, ТЕС Рітхала, а також для живлення газопроводів Дадрі – Нангал, Дадрі – Паніпат та Дадрі – Аурая. 